# Чарівний місяць у повечір’ї
«Чарівний місяць у повечір’ї» (яп. うるわしの宵の月, Uruwashi no Yoi no Tsuki) — манґа, написана та проілюстрована Мікою Ямаморі. Серіалізація почалася у журналі Dessert у липні 2020 року. Станом на травень 2025 року окремі глави серії були зібрані у дев’ять томів. В Україні випускається видавництвом Nasha idea. Прем'єра аніме-серіалу виробництва East Fish Studio запланована на січень 2026 року.

## Сюжет
Йоі Такіґучі — учениця першого класу старшої школи з високим зростом, глибоким голосом і мужньою зовнішністю, через яку її часто приймають за вродливого хлопця. У школі її називають «принцом», і вона мимоволі завойовує прихильність деяких однокласниць. Йоі, здається, вже не сподівається змінити цей аспект свого життя, адже вона мало що може вдіяти зі своєю зовнішністю та сприйняттям себе іншими людьми.
Однак повсякденне життя Йоі раптово змінюється, коли вона зустрічає Кохаку Ічімуру. Ходять чутки, що цей хлопець дуже багатий, тому однокласники теж називають його «принцом». Хоча він, як і багато інших, сприймає Йоі за вродливого хлопця, він швидко зацікавлюється нею. Кохаку не лише намагається зблизитися з Йоі, але й, здається, помічає в ній те, чого не помічають інші.
Після низки взаємодій, Кохаку пропонує Йоі спробувати зустрічатися з ним як тест. Після цього історія продовжує слідувати за цими двома «принцами», які повільно відкривають один одному більше своїх справжніх «я».

## Медіа

### Манґа
Манґа, написана та проілюстрована Мікою Ямаморі, розпочала свою серіалізацію в журналі Dessert 21 липня 2020 року. Станом на серпень 2024 року окремі розділи серії були зібрані у дев’ять танкобонів. 
У травні видавництво Nasha idea анонсувало випуск манґи українською мовою. Випуск першого тому запланований на кінець травня.

#### Список томів
| № | Японською         | Японською              | Українською  | Українською            |
| № | Дата виходу       | ISBN                   | Дата виходу  | ISBN                   |
| - | ----------------- | ---------------------- | ------------ | ---------------------- |
| 1 | 11 грудня 2020    | ISBN 978-4-06-521777-1 | травень 2025 | ISBN 978-617-8516-05-5 |
| 2 | 13 травня 2021    | ISBN 978-4-06-523279-8 | —            | —                      |
| 3 | 12 листопада 2021 | ISBN 978-4-06-525680-0 | —            | —                      |
| 4 | 13 травня 2022    | ISBN 978-4-06-527871-0 | —            | —                      |
| 5 | 11 листопада 2022 | ISBN 978-4-06-529819-0 | —            | —                      |
| 6 | 12 травня 2023    | ISBN 978-4-06-531634-4 | —            | —                      |
| 7 | 13 жовтня 2023    | ISBN 978-4-06-533352-5 | —            | —                      |
| 8 | 9 серпня 2024     | ISBN 978-4-06-536619-6 | —            | —                      |
| 9 | 13 травня 2025    | ISBN 978-4-06-539498-4 | —            | —                      |

### Аніме
9 травня 2025 року було анонсовано аніме-адаптацію. Серіал вироблятиме East Fish Studio, режисером виступить Юсуке Маруяма, сценарій напише Аюму Хісао, дизайн персонажів розробить Юкі Фукуда, а музику напише Цубаса Іто. Прем'єра запланована на січень 2026 року на телеканалі TBS та його філіях.

## Сприйняття
Серіал був номінований на премію Next Manga Award 2021 року в категорії друкованої манґи. У списку 50 найкращих манґ 2021 року за версією журналу Da Vinci серія посіла 38-ме місце. Вона отримала півголовний приз на церемонії вручення манґа-премії An An 2021 року. У випуску найкращої манґи для читачок-жінок за версією путівника Kono Manga ga Sugoi! 2022 року, серія посіла четверте місце. Манґа була номінована на 46-ту премію Kodansha Manga Award у категорії сьодзьо-манґи у 2022 році; вона також була номінована в тій самій категорії у 2023 році та у 2024 році. У випуску найкращої манґи для читачок-жінок за версією путівника Kono Manga ga Sugoi! 2023 року, серія посіла одинадцяте місце. Вона отримала головний приз премії ebookjapan Manga Award 2023 року. Її було номіновано на 70-ту премію Shogakukan Manga Award у 2024 році.
Ребекка Сільверман з Anime News Network похвалила головних героїв та історію, хоча вона також вважає, що дизайн персонажів іноді може бути непослідовним. Демельза з Anime UK News похвалив історію як унікальну та зрозумілу, а художнє оформлення – чисте та відшліфоване.